# Floris Smeyers
Floris Smeyers (né le 10 septembre 1990 à Mol dans la province d'Anvers) est un coureur cycliste belge. Il est professionnel de 2013 à 2014 chez Verandas Willems.

## Biographie
En 2010, Floris Smeyers intègre l'équipe formatrice PWS Eijssen. Disposant d'un calendrier plus fourni, il est notamment 21e de la Ronde de l'Isard d'Ariège, où il se dévoue dans un rôle d'équipier pour son leader Yannick Eijssen, vainqueur de l'épreuve. L'année suivante, il confirme ses aptitudes de grimpeur en terminant septième du Tour de la Vallée d'Aoste. En Belgique, il décroche six victoires, notamment sur le Mémorial Gilbert Letêcheur, épreuve de la Coupe de Belgique où il règle au sprint un petit groupe d'échappés, devant son coéquipier Sean De Bie et Tom Van Asbroeck.
Son entame de saison en 2012 s'avère des plus réussis, avec un succès sur la Zuidkempense Pijl au mois de mars, organisée autour de son village natal de Mol. En avril, il est sacré champion de la province d'Anvers sur route, chez les moins de 23 ans. Il se distingue ensuite sur les épreuves du calendrier international espoir, en terminant meilleur grimpeur de Toscane-Terre de cyclisme (Coupe des Nations espoirs), puis treizième de la Ronde de l'Isard d'Ariège, avec de nouveau en prime le classement de la montagne. 
Intéressée par son profil de grimpeur, l'équipe continentale belge Verandas Willems lui fait signer un contrat professionnel en 2013. Ses débuts à ce niveau sont cependant perturbées par divers chutes en courses et problèmes de santé. À la mi-juin, il parvient toutefois à prendre la septième place de la Flèche ardennaise.
Le coureur anversois effectue sa rentrée 2014 lors du Tour du Haut-Var, durant lequel il se glisse parmi l'échappée sur la seconde étape. Au cours du printemps, il s'adjuge une nouvelle fois le titre de meilleur grimpeur à la Ronde de l'Isard, avant de terminer dixième du Triptyque ardennais et du Mémorial Philippe Van Coningsloo. Il se classe également cinquième de Romsée-Stavelot-Romsée et quatorzième de la Flèche du Sud, deux compétitions où il livre un rôle d'équipier pour son compagnon d'équipe Gaëtan Bille. 
Il redescend dans les rangs amateurs en 2015, au sein du club Profel United. Auteur de nombreuses places d'honneur sur des épreuves régionales, il décroche un succès au mois de septembre sur l'interclub de Meerhout. Il est par ailleurs deuxième de Romsée-Stavelot-Romsée, sixième du Tour de la province de Liège et du Mémorial Philippe Van Coningsloo, neuvième du Grand Prix de la Magne ou encore treizième du championnat de Belgique pour élites sans contrat.
Après une saison 2016 sans grands résultats, il décide de mettre un terme à sa carrière.

## Palmarès
- 2011
  - Champion de la province d'Anvers du contre-la-montre espoirs
  - Mémorial Gilbert Letêcheur
- 2012
  - Champion de la province d'Anvers sur route espoirs
  - Zuidkempense Pijl
- 2015
  - Interclub de Meerhout
  - 2e de Romsée-Stavelot-Romsée

## Classements mondiaux
| Année           | 2011 | 2012 | 2013 | 2014 | 2015 |
| --------------- | ---- | ---- | ---- | ---- | ---- |
| UCI Europe Tour | 997e |      | 960e |      | 882e |